# Kolda (region)

Region Kolda

Kolda jest regionem w Senegalu. Stolicą regionu jest miasto o tej samej nazwie, Kolda. Razem z regionami Ziguinchor i Sédhiou tworzy region Casamance.
W 2008 roku w wyniku reformy administracyjnej zachodnia część regionu (departament Sédhiou) została wydzielona jako samodzielny region Sédhiou.

## Departamenty

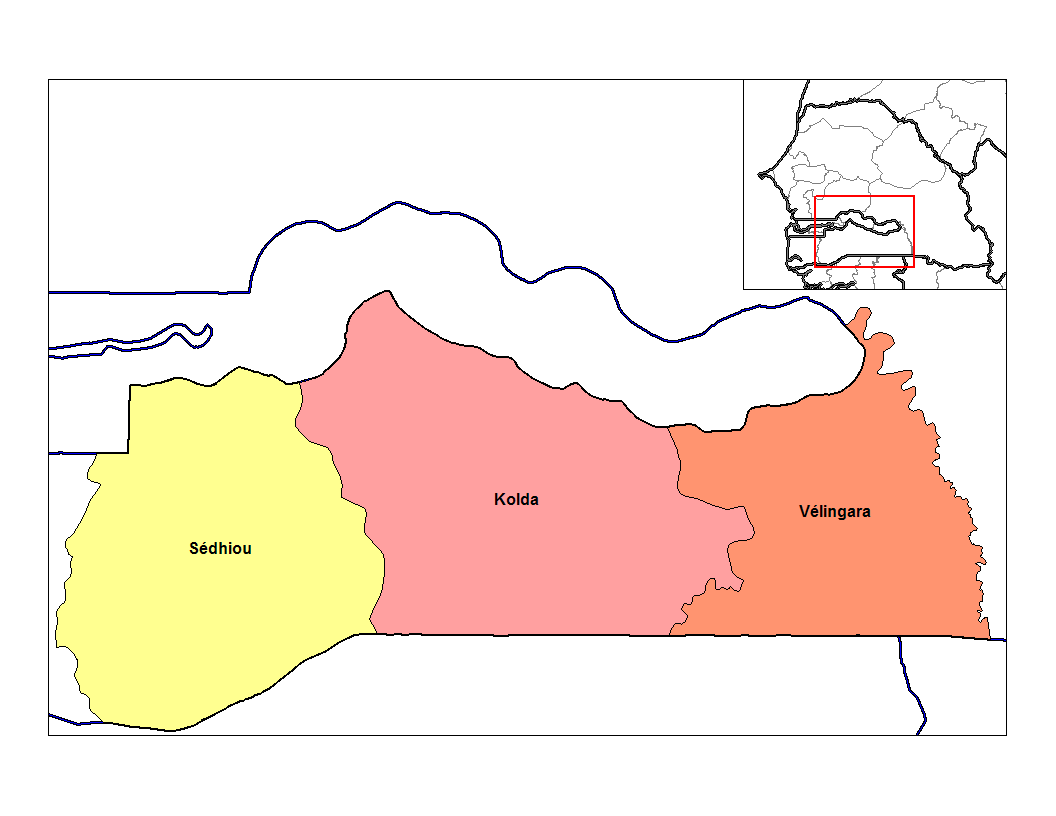
Departamenty regionu Kolda przed reformą administracyjną

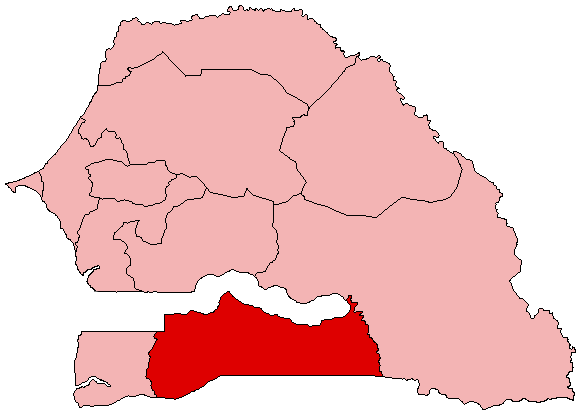
Region przed reformą administracyjną

Region Kolda dzieli się na 3 departamenty:
- Kolda
- Médina Yoro Foulah
- Vélingara